# Mattie Stepanek

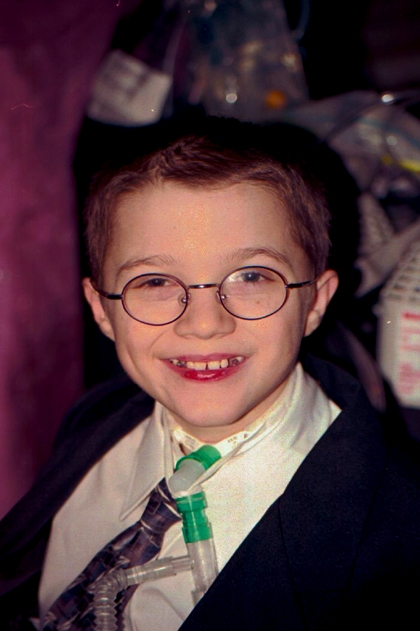
Mattie Stepanek

Matthew Joseph Thaddeus (Mattie) Stepanek (Washington D.C., 17 juli 1990 – aldaar, 22 juni 2004) was een Amerikaans auteur, vredestichter en filosoof.
Mattie Stepanek, leed aan een erfelijke spierziekte en wist dat hij jong zou sterven, had een uitzonderlijke levensvisie. Als kind voerde hij gesprekken over de vrede met onder andere voormalig president Jimmy Carter, zijn grote voorbeeld. 
Jimmy Carter zei ooit: "When I ran for governor many years ago I estimated I shook 600,000 hands, and when I was president I visited all 50 states, and since I left office my wife and I have traveled to more than 120 nations. I've known kings and queens, presidents and prime ministers. But the most extraordinary person I have ever known in my life is Mattie Stepanek. (Vertaald: "Tijdens mijn kandidatuur voor gouverneur vele jaren geleden heb ik schatte ik zo'n 600.000 handen geschud, en toen ik president was heb ik alle 50 staten bezocht, en sinds ik uit functie ben getreden ben ik met mijn vrouw naar meer dan 120 naties gereisd. Ik heb koningen en koninginnen gekend, presidenten en eerste ministers. Maar de meest buitengewone persoon die ik ooit in mijn leven heb gekend, is Mattie Stepanek.")
In zijn jonge leven is hij in vele praatprogramma's te gast geweest om er te praten over zijn rol als vredestichter, over zijn schrijverstalent of als nationaal 'goodwill' ambassadeur voor spierdystrofie. Zo was hij onder andere in The Oprah Winfrey Show, Larry King Live, Good Morning America, Primetime en The Today Show te gast.
Op zijn elfde was hij New Yorks bestverkopende auteur met zijn gedichtenbundel Heartsongs.

## Biografie
Mattie leed, net als zijn moeder, zijn zusje en twee broertjes aan een erfelijke spierziekte. 
Hij had een zeldzame vorm van mitochondriale myopathie, waarvan hij wist dat hij net als zijn zusje en broertjes jong zou sterven. Zijn moeder heeft een vorm van dystrofie die pas op volwassen leeftijd tot uiting komt.
Reeds op 3-jarige leeftijd begon Mattie naar aanleiding van de dood van zijn oudere broertje met 'schrijven'. Hij dicteerde zijn moeder gedichten en korte verhalen die zij voor hem opschreef. Later nam hij zelf zijn teksten op band op tot hij het schrijven onder de knie kreeg. Zijn eerste gedichtenbundel stelde hij op 5-jarige leeftijd samen voor een schoolwedstrijd. 
Hij schreef duizenden gedichten, korte verhalen en essays en wilde naar zijn grote voorbeeld president Jimmy Carter een vredestichter zijn. 
Naast zijn vijf volumes 'Heartsongs' maakte hij plannen om samen met Carter een boek over de vrede te schrijven, genaamd 'Just Peace' en wenste hij onder meer vredesgesprekken met Osama bin Laden te kunnen voeren. Het boek 'Just Peace' heeft hij nooit kunnen schrijven. 
Toen zijn fysieke toestand achteruitging en hij afhankelijk van een rolstoel en endotracheale beademing werd, belette dit hem niet verder in het openbaar te spreken. 
Op 13-jarige leeftijd overleed hij ten gevolge van zijn spierziekte in het kinderziekenhuis te Washington D.C..